# Pórovitost
Pórovitost nebo poréznost je vlastnost pevných nebo polotuhých materiálů, které obsahují množství drobných a rovnoměrně rozložených dutin či otvorů nejrůznějšího tvaru a původu. Pórovitost snižuje specifickou hmotnost materiálu, zvyšuje jeho izolační a další schopnosti, například nasákavost. Je prakticky významná u stavebních materiálů nebo u zemědělských půd. Řada hydraulických vlastností horninového prostředí bývá často také funkcí různých druhů pórovitosti.

## Definování pórovitosti
Pojmem pórovitost se rozumí:
1. v kvalitativním slova smyslu přítomnost pórů v hornině,
2. v kvantitativním smyslu poměr objemu pórů v hornině a celkového objemu horniny s póry.

Pórovitost v bodě x je definována vztahem:
Vp 	- objem pórového prostoru v celkovém objemu Vc
K vyjádření velikosti pórového prostoru se někdy užívá jiná charakteristika – číslo pórovitosti (e) definované jako poměr objemu pórů Vp k objemu zrn horniny Vz:
n – celková pórovitost

## Druhy pórovitostí
Rozlišují se tyto základní druhy:
1. celková pórovitost – poměr objemu všech pórů (bez ohledu na jejich tvar, rozměry, původ a vzájemnou komunikaci) k celkovému objemu horniny (včetně pórů)
2. uzavřená pórovitost – podíl objemu vzájemně isolovaných pórů a celkového objemu horniny s póry
3. kinematická pórovitost – termín používaný v zahraničí ve dvou různých významech:
  1. poměr filtrační a efektivní rychlosti podzemní vody
  2. poměr objemu pórů, kterými reálně protéká voda a celkového objemu prostředí (t.j. relativní objem mobilní vody)
4. retenční pórovitost – poměr maximálního objemu vody, který se nemůže pohybovat účinkem gravitace a který může být pojmut v daném objemu pórovitého prostředí, k celkovému objemu tohoto prostředí

Je nožné rozlišovat také různé druhy tzv. efektivní pórovitosti (podíl pórového prostoru, efektivního z určitého přijatého hlediska, na celkovém objemu horniny). Jelikož efektivnost závisí od uplatněného hlediska, je zapotřebí vždy blíže specifikovat, z jakého hlediska se efektivnost posuzuje. Proto se rozlišuje celá řada kategorií efektivní pórovitostí: dynamická efektivní pórovitost, výtoková efektivní pórovitost, odtoková efektivní pórovitost, průtoková efektivní pórovitost, statická užitečná kapacita, dynamická užitečná kapacita, migrační pórovitost, kinematická pórovitost.
Tam, kde se uvádí pouze hodnota označená jako efektivní pórovitost bez bližší specifikace kategorie efektivní pórovitosti, je třeba pro správnou interpretaci uvést způsob, jakým byla efektivní pórovitost stanovena, což identifikuje i její fyzikální význam. V praxi se často termínem efektivní pórovitost označuje otevřená pórovitost nebo koeficient účinnosti filtračního průřezu, což je poměr celkového průřezu pórů, kterými proudí kapalina, k celkovému filtračnímu průřezu, tj. poměr průřezu aktivních pórů k součtu průřezu zrn horniny.

### Rozlišení pórovitosti podle tvaru pórů
1. pórovitost mezizrnová (průlinová)
2. pórovitost puklinová
3. pórovitost krasová
4. a různé druhy kombinované pórovitosti

### Rozlišení podle původu pórů
1. primární
2. sekundární

### Rozlišení podle rozměrů
1. nekapilární (superkapilární)
2. kapilární
3. subkapilární pórovitost

## Efektivní pórovitosti
1. efektivní pórovitost dynamická – podíl pórového prostoru, který se může podílet na pohybu kapaliny při uvažovaných hydraulických gradientech, k celkovému objemu horniny i s póry. Je funkcí hydraulického gradientu a není proto konstantní. Lze ji určovat např. centrifugováním při specifikovaných parametrech odstřeďování.
2. efektivní pórovitost odtoková – podíl objemu pórů vysušených při snížení volné hladiny v přírodních (terénních) podmínkách na celkovém objemu horniny i s póry. Kdyžse  zanedbá stlačitelnost zvodněného systému, rovná se poměru objemu vody odvedené z horniny k objemu horniny považované v daných podmínkách za odvodněnou. Představuje poměr vertikální složky rychlosti filtrace na volné hladině k rychlosti poklesu této hladiny. Je funkcí času a režimu odvodňování (roste s rychlostí odvodňování, s hloubkou hladiny a s délkou čerpání).
3. efektivní pórovitost průtoková – podíl pórového prostoru, kterým proudí kapalina s objemovým průtokem Q v průtočném průřezu A, na celkovém objemu horniny i s póry. Je určená vztahem:
kde:
- vf – filtrační rychlost
- vef – efektivní rychlost podzemní vody
- τ – (Li/L)2 je tortuosita pórových kanálů
- Li – skutečná délka reálných pórových kanálů (skutečná dráha proudění)
- L – přímková vzdálenost mezi dvěma body v hlavním směru proudění (délka úseku filtrace).

4. efektivní pórovitost výtoková – podíl objemu pórů, odvodnitelných volným gravitačním výtokem ze vzorku horniny, na celkovém objemu vzorku horniny. Teoreticky je pro stejné teplotní a vlhkostní podmínky a pro nekonečný čas výtoku fyzikální konstantou horniny. V praxi jsou však naměřené hodnoty výtokové efektivní pórovitosti ovlivněné režimem odvodnění, způsobem měření apod. Odpovídá většinou laboratorně stanovené vododajnosti (specific yield). Často se označuje nejednoznačným termínem aktivní pórovitost nebo účinná pórovitost.
5. drenážní pórovitost – někdy zvaná volná storativita  nebo volná zásobnost. Odpovídá poměrnému objemu vody, který drenuje z jednotkového objemu pórového prostředí při jednotkovém poklesu tlakové výšky. Typické hodnoty drenážní pórovitosti se pohybují v intervalu 0,01 – 0,40. Jsou podstatně vyšší než hodnoty specifické storativity. To je dáno tím, že zde dochází k drenáži pórů a ne jen ke změně objemu vody.